# IC 3420
IC 3420 је појединачна звијезда у сазвјежђу Береникина коса која се налази на листи објеката дубоког неба у Индекс каталогу.
Деклинација објекта је + 13° 26' 46" а ректасцензија 12h 29m 42,7s.